# Кмитів провулок
Кми́тів прову́лок — зниклий провулок, що існував у Шевченківському районі міста Києва, місцевість Татарка. Пролягав від Половецької вулиці до вулиці Кмитів Яр. 
Прилучався Кмитів тупик.

## Історія
Виник наприкінці XIX століття під такою ж назвою (назву підтверджено 1944 року). Ліквідований 1977 року в зв'язку зі знесенням старої забудови на Татарці. 